# Transformada de Hankel

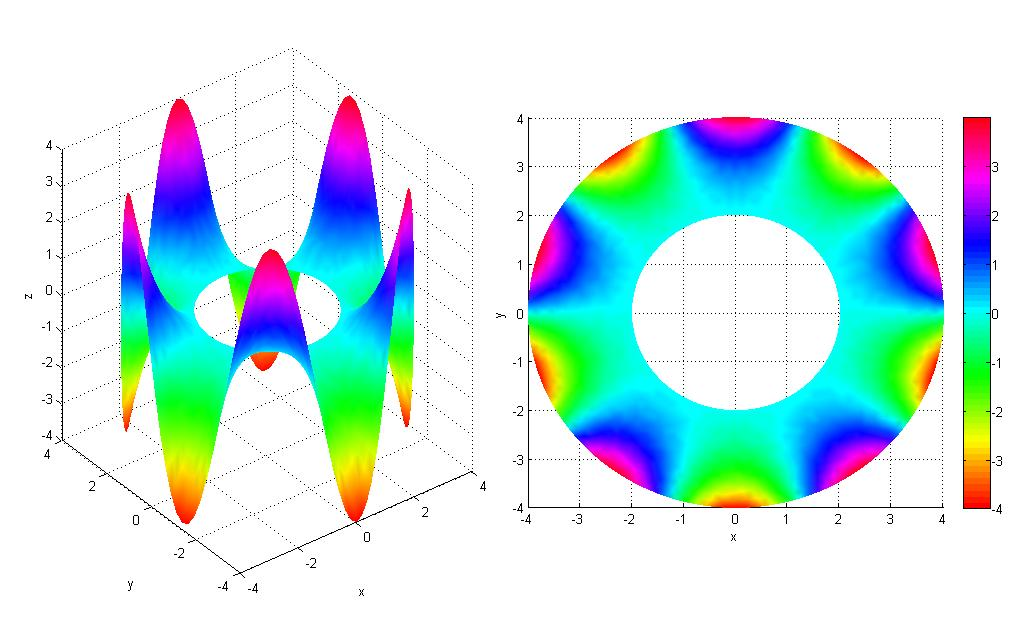
La transformada de Hankel se puede utilizar para resolver la ecuación de Laplace.

En matemáticas, la transformada de Hankel es una transformada integral, desarrollada por primera vez por el matemático Hermann Hankel, que expresa una función {\displaystyle f(r)} como suma ponderada de un número infinito de funciones de Bessel de primer tipo {\displaystyle J_{\nu }(kr)} . También se conoce como transformada de Fourier-Bessel. Las funciones de Bessel del núcleo de la integral son todas del mismo orden. {\displaystyle \nu }, pero difieren en el factor de escala {\displaystyle k} a lo largo del eje {\displaystyle r} . El coeficiente {\displaystyle F_{\nu }} de cada función de Bessel, vista como una función del factor de escala {\displaystyle k}, constituye la transformada de Hankel. La transformada de Hankel está estrechamente relacionada con la serie de Fourier-Bessel, de la misma manera que la transformada de Fourier para un intervalo infinito está relacionada con la serie de Fourier en un intervalo finito.

## Definición
La transformada de Hankel de orden {\displaystyle \nu } de una función {\displaystyle f(r)} es:
{\displaystyle F_{\nu }(k)=\int _{0}^{\infty }f(r)J_{\nu }(kr)\,r\,\mathrm {d} r,}
dónde {\displaystyle J_{\nu }} es la función de Bessel del primer tipo de orden {\displaystyle \nu }, con {\displaystyle \nu \geq -1/2} . La transformada inversa de Hankel de {\displaystyle F_{\nu }(k)} Se define como
{\displaystyle f(r)=\int _{0}^{\infty }F_{\nu }(k)J_{\nu }(kr)\,k\,\mathrm {d} k,}
por lo que puede verificarse una relación de ortogonalidad entre las funciones de Bessel.

### Dominio de definición
La inversión de la transformada de Hankel de una función. {\displaystyle f(r)} es válido en todos los puntos donde {\displaystyle f(r)} es continuo, siempre que esté definido y sea continuo por partes {\displaystyle (0,\infty )}, con variación limitada en cada subintervalo finito de {\displaystyle (0,\infty )} y
{\displaystyle \int _{0}^{\infty }|f(r)|\,r^{\frac {1}{2}}\,\mathrm {d} r<\infty .}
Sin embargo, en analogía con la transformada de Fourier, se puede ampliar el dominio mediante el razonamiento de densidad, incluyendo algunas funciones para las cuales la integral anterior no es finita, como {\displaystyle f(r)=(1+r)^{-3/2}} .

### Definición alternativa
Una definición alternativa establece que la transformada de Hankel de {\displaystyle g(r)} es 
{\displaystyle h_{\nu }(k)=\int _{0}^{\infty }g(r)J_{\nu }(kr)\,{\sqrt {kr}}\,\mathrm {d} r.}
Las dos definiciones están relacionadas:
Si {\displaystyle g(r)=f(r){\sqrt {r}}}, entonces {\displaystyle h_{\nu }(k)=F_{\nu }(k){\sqrt {k}}.}
Esto significa que, al igual que en la definición anterior, la transformada de Hankel definida de esta manera es su propia inversa:
{\displaystyle g(r)=\int _{0}^{\infty }h_{\nu }(k)J_{\nu }(kr)\,{\sqrt {kr}}\,\mathrm {d} k.}
El dominio ahora tiene la condición
{\displaystyle \int _{0}^{\infty }|g(r)|\,\mathrm {d} r<\infty ,}
pero se puede ampliar. Según de Branges, se puede tomar la integral como el límite con el límite superior tendiendo al infinito (una integral impropia en lugar de una integral de Lebesgue ), y de esta manera la transformada de Hankel y su inversa se definen para cada función en L 2 ( 0, ∞).

## Ortogonalidad
Las funciones de Bessel forman una base ortogonal cuando se ponderan con la función {\displaystyle r} : 
{\displaystyle \int _{0}^{\infty }J_{\nu }(kr)J_{\nu }(k'r)\,r\,\mathrm {d} r={\frac {\delta (k-k')}{k}},\quad k,k'>0.}

## Teorema de Plancherel y de Parseval
Si las funciones {\displaystyle f(r)} y {\displaystyle g(r)} poseen transformaciones de Hankel {\displaystyle F_{\nu }(k)} y {\displaystyle G_{\nu }(k)} bien definidas, entonces el teorema de Plancherel establece que
{\displaystyle \int _{0}^{\infty }f(r)g(r)\,r\,\mathrm {d} r=\int _{0}^{\infty }F_{\nu }(k)G_{\nu }(k)\,k\,\mathrm {d} k.}
El teorema de Parseval, que establece
{\displaystyle \int _{0}^{\infty }|f(r)|^{2}\,r\,\mathrm {d} r=\int _{0}^{\infty }|F_{\nu }(k)|^{2}\,k\,\mathrm {d} k,}
es un caso especial del teorema de Plancherel. Estos teoremas se pueden demostrar utilizando la propiedad de ortogonalidad.

## Relaciones transformadas con los demás.

### Relación con la transformada de Fourier (simetría circular)
La transformada de Hankel de orden cero es esencialmente la transformada de Fourier bidimensional de una función circularmente simétrica.
Si se considera una función bidimensional {\displaystyle f(\mathbf {r} )} del radio vectorial {\displaystyle r} . Su transformada de Fourier es
{\displaystyle F(\mathbf {k} )={\frac {1}{2\pi }}\iint f(\mathbf {r} )e^{-i\mathbf {k} \cdot \mathbf {r} }\,\mathrm {d} \mathbf {r} .}
Sin pérdida de generalidad, se puede elegir un sistema de coordenadas polares. {\displaystyle (r,\theta )} para que el vector {\displaystyle \mathbf {k} } acostarse en el eje {\displaystyle \theta =0} (en el espacio K). La transformada de Fourier ahora se escribe en estas coordenadas como
{\displaystyle F(\mathbf {k} )={\frac {1}{2\pi }}\int _{r=0}^{\infty }\int _{\theta =0}^{2\pi }f(r,\theta )e^{-ikr\cos(\theta )}\,r\,\mathrm {d} \theta \,\mathrm {d} r,}
dónde {\displaystyle \theta } es el ángulo entre los vectores {\displaystyle \mathbf {k} } y {\displaystyle \mathbf {r} } . Si la función {\displaystyle f} es circularmente simétrico y no depende de la variable angular {\displaystyle \theta } y se puede escribir como {\displaystyle f(r)} . Por lo tanto, puede quedar fuera de la integración en {\displaystyle \theta }, y en este caso la transformada de Fourier se convierte en
{\displaystyle F(\mathbf {k} )=F(k)=\int _{0}^{\infty }f(r)J_{0}(kr)\,r\,\mathrm {d} r,}
que es exactamente la transformada de Hankel de orden cero de {\displaystyle f(r)} . De manera similar para la transformada inversa,
{\displaystyle f(\mathbf {r} )={\frac {1}{2\pi }}\iint F(\mathbf {k} )e^{i\mathbf {k} \cdot \mathbf {r} }\,\mathrm {d} \mathbf {k} =\int _{0}^{\infty }F(k)J_{0}(kr)\,k\,\mathrm {d} k,}
por lo tanto {\displaystyle f(r)} es la transformada de Hankel de orden cero de {\displaystyle F(k)} .

### Relación con la transformada de Fourier (simetría radial enndimensiones)
Para una transformada de Fourier de n dimensiones,
{\displaystyle F(\mathbf {k} )={\frac {1}{(2\pi )^{n/2}}}\int f(\mathbf {r} )e^{-i\mathbf {k} \cdot \mathbf {r} }\,d^{n}\mathbf {r} ,}
Si la función {\displaystyle f} es radialmente simétrico, entonces 
{\displaystyle k^{\frac {n-2}{2}}F(k)=\int _{0}^{\infty }r^{\frac {n-2}{2}}f(r)J_{\frac {n-2}{2}}(kr)\,r\,dr.}

### Relación con la transformada de Fourier (caso general en dos dimensiones)
Para generalizar, si {\displaystyle f} se puede expandir en una serie de multipolos ,
{\displaystyle f(r,\theta )=\sum _{m=-\infty }^{\infty }f_{m}(r)e^{im\theta },}
y si {\displaystyle \theta _{k}} es el ángulo entre la dirección de {\displaystyle \mathbf {k} } y el eje {\displaystyle \theta =0}, En ese tiempo
{\displaystyle {\begin{aligned}F(\mathbf {k} )&={\frac {1}{2\pi }}\int _{0}^{\infty }r\,\mathrm {d} r\,\int _{0}^{2\pi }\mathrm {d} \theta \,f(r,\theta )e^{-ikr\cos(\theta -\theta _{k})}\\&={\frac {1}{2\pi }}\sum _{m}\int _{0}^{\infty }r\,\mathrm {d} r\,\int _{0}^{2\pi }\mathrm {d} \theta \,f_{m}(r)e^{im\theta }e^{-ikr\cos(\theta -\theta _{k})}\\&={\frac {1}{2\pi }}\sum _{m}e^{im\theta _{k}}\int _{0}^{\infty }r\,\mathrm {d} r\,f_{m}(r)\int _{0}^{2\pi }\mathrm {d} \varphi \,e^{im\varphi }e^{-ikr\cos \varphi }&&(\varphi =\theta -\theta _{k})\\&=\sum _{m}e^{im\theta _{k}}\int _{0}^{\infty }r\,\mathrm {d} r\,f_{m}(r)i^{-m}J_{m}(kr)\\&=\sum _{m}i^{-m}e^{im\theta _{k}}\int _{0}^{\infty }f_{m}(r)J_{m}(kr)\,r\,\mathrm {d} r\\&=\sum _{m}i^{-m}e^{im\theta _{k}}F_{m}(k),\end{aligned}}}
dónde {\displaystyle F_{m}(k)} es la transformada de orden de Hankel {\displaystyle m} de {\displaystyle f_{m}(r)} .

#### Funciones dentro de un radio limitado
Además, si {\displaystyle f_{m}} es suficientemente suave cerca del origen y es cero fuera de una bola de radio {\displaystyle R}, luego se puede ampliar a la serie Chebyshev :
{\displaystyle f_{m}(r)=r^{m}\sum _{t\geq 0}f_{mt}\left(1-\left({\tfrac {r}{R}}\right)^{2}\right)^{t},\quad 0\leq r\leq R.}
Sustituyéndolo en la última ecuación de la sección anterior se obtiene
{\displaystyle {\begin{aligned}F(\mathbf {k} )&=\sum _{m}i^{-m}e^{im\theta _{k}}\sum _{t}f_{mt}\int _{0}^{R}r^{m}\left(1-\left({\tfrac {r}{R}}\right)^{2}\right)^{t}J_{m}(kr)r\,\mathrm {d} r&&\\&=\sum _{m}i^{-m}e^{im\theta _{k}}R^{m+2}\sum _{t}f_{mt}\int _{0}^{1}x^{m+1}(1-x^{2})^{t}J_{m}(kxR)\,\mathrm {d} x&&(x={\tfrac {r}{R}})\\&=\sum _{m}i^{-m}e^{im\theta _{k}}R^{m+2}\sum _{t}f_{mt}{\frac {t!2^{t}}{(kR)^{1+t}}}J_{m+t+1}(kR),\end{aligned}}}
donde la última igualdad se deriva del §6.567.1 de. Se trata de un caso mucho más general que el abordado en el apartado anterior. El aspecto numérico importante es que los coeficientes {\displaystyle f_{mt}} se puede obtener utilizando técnicas de la transformada discreta de Fourier .
Este es un vistazo de la rápida transformada de Hankel.

### Relación con las transformadas de Fourier y Abel
En dos dimensiones, si lo defines {\displaystyle A} como el operador de transformación de Abel, {\displaystyle F} como operador de transformada de Fourier, e {\displaystyle H} como la transformada de Hankel de orden cero, entonces el caso especial del teorema de corte de proyección para funciones circularmente simétricas establece que
{\displaystyle FA=H.}
En otras palabras, aplicar la transformada de Abel a una función en una dimensión y luego realizar la transformada de Fourier equivale a aplicar la transformada de Hankel a la función. Este concepto se puede extender a todas las dimensiones.

## Transformada de algunas funciones particulares[5]
| {\displaystyle f(r)}                             | {\displaystyle F_{0}(k)} |
| ------------------------------------------------ | --- |
| {\displaystyle 1}                                | {\displaystyle {\frac {\delta (k)}{k}}} |
| {\displaystyle {\frac {1}{r}}}                   | {\displaystyle {\frac {1}{k}}} |
| {\displaystyle r}                                | {\displaystyle -{\frac {1}{k^{3}}}} |
| {\displaystyle r^{3}}                            | {\displaystyle {\frac {9}{k^{5}}}} |
| {\displaystyle r^{m}}                            | {\displaystyle {\frac {2^{m+1}\Gamma \left({\tfrac {m}{2}}+1\right)}{k^{m+2}\Gamma \left(-{\tfrac {m}{2}}\right)}},\quad -2<\Re (m)<-{\tfrac {1}{2}}} |
| {\displaystyle {\frac {1}{\sqrt {r^{2}+z^{2}}}}} | {\displaystyle {\frac {e^{-k\|z\|}}{k}}} |
| {\displaystyle {\frac {1}{z^{2}+r^{2}}}}         | {\displaystyle K_{0}(kz),\quad z\in \mathbf {C} } |
| {\displaystyle {\frac {e^{iar}}{r}}}             | {\displaystyle {\frac {i}{\sqrt {a^{2}-k^{2}}}},\quad a>0,k<a}                                                                                        |
| {\displaystyle {\frac {e^{iar}}{r}}}             | {\displaystyle {\frac {1}{\sqrt {k^{2}-a^{2}}}},\quad a>0,k>a}                                                                                        |
| {\displaystyle e^{-{\frac {1}{2}}a^{2}r^{2}}}    | {\displaystyle {\frac {1}{a^{2}}}e^{-{\tfrac {k^{2}}{2a^{2}}}}}                                                                                       |
| {\displaystyle {\frac {1}{r}}J_{0}(lr)e^{-sr}}   | {\displaystyle {\frac {2}{\pi {\sqrt {(k+l)^{2}+s^{2}}}}}K{\bigg (}{\sqrt {\frac {4kl}{(k+l)^{2}+s^{2}}}}{\bigg )}}                                   |
| {\displaystyle -r^{2}f(r)}                       | {\displaystyle {\frac {\mathrm {d} ^{2}F_{0}}{\mathrm {d} k^{2}}}+{\frac {1}{k}}{\frac {\mathrm {d} F_{0}}{\mathrm {d} k}}}                           |

| {\displaystyle f(r)}                           | {\displaystyle F_{\nu }(k)} |
| ---------------------------------------------- | --- |
| {\displaystyle r^{s}}                          | {\displaystyle {\frac {2^{s+1}}{k^{s+2}}}{\frac {\Gamma \left({\tfrac {1}{2}}(2+\nu +s)\right)}{\Gamma ({\tfrac {1}{2}}(\nu -s))}}}                                                 |
| {\displaystyle r^{\nu -2s}\Gamma (s,r^{2}h)}   | {\displaystyle {\tfrac {1}{2}}\left({\tfrac {k}{2}}\right)^{2s-\nu -2}\gamma \left(1-s+\nu ,{\tfrac {k^{2}}{4h}}\right)}                                                            |
| {\displaystyle e^{-r^{2}}r^{\nu }U(a,b,r^{2})} | {\displaystyle {\frac {\Gamma (2+\nu -b)}{2\Gamma (2+\nu -b+a)}}\left({\tfrac {k}{2}}\right)^{\nu }e^{-{\frac {k^{2}}{4}}}\,_{1}F_{1}\left(a,2+a-b+\nu ,{\tfrac {k^{2}}{4}}\right)} |
| {\displaystyle r^{n}J_{\mu }(lr)e^{-sr}}       | expresable en términos de integrales elípticas . |
| {\displaystyle -r^{2}f(r)}                     | {\displaystyle {\frac {\mathrm {d} ^{2}F_{\nu }}{\mathrm {d} k^{2}}}+{\frac {1}{k}}{\frac {\mathrm {d} F_{\nu }}{\mathrm {d} k}}-{\frac {\nu ^{2}}{k^{2}}}F_{\nu }}                 |

{\displaystyle K_{n}(z)} es la función de Bessel modificada de segundo tipo . {\displaystyle K(z)} es la integral elíptica completa de primer tipo .
La expresión
{\displaystyle {\frac {\mathrm {d} ^{2}F_{0}}{\mathrm {d} k^{2}}}+{\frac {1}{k}}{\frac {\mathrm {d} F_{0}}{\mathrm {d} k}}}
coincide con la expresión del operador de Laplace en coordenadas polares {\displaystyle (k,\theta )} aplicado a la función esféricamente simétrica {\displaystyle F_{0}(k)} .
La transformada de Hankel de los polinomios de Zernike son esencialmente funciones de Bessel (Noll 1976):
{\displaystyle R_{n}^{m}(r)=(-1)^{\frac {n-m}{2}}\int _{0}^{\infty }J_{n+1}(k)J_{m}(kr)\,\mathrm {d} k}
para {\displaystyle n-m\geq 0} incluso.